# Kahin Pyaar Na Ho Jaaye
Kahin Pyaar Na Ho Jaaye (Hindi), dt.: „Ich hoffe, das wird keine Liebe“ ist ein Bollywood-Film, der in Indien 2000 erschienen ist.

## Handlung
Prem Kapoor (Salman Khan) ist Musiker und lebt mit seiner älteren Schwester Neelu und seinem Schwager Vinod zusammen. Prem liebt Nisha (Raveena Tandon) und hofft, dass sie beide bald heiraten. Doch Nisha sagt die Heirat ab, weil sie gezwungen ist, einen reichen Mann zu heiraten, um die Krebsbehandlung ihres kleinen Bruders bezahlen zu können. Prem ist am Boden zerstört und fängt an zu trinken. Dann lernt er Priya (Rani Mukerji) kennen und verliebt sich in sie. Doch bevor er ihr seine Liebe gestehen kann, teilt ihm Priya mit, dass sie einen reichen Mann namens Rahul (Inder Kumar) aus Amerika heiraten wird. Und wieder verfällt Prem dem Alkohol und hat keine Hoffnung mehr, dass er jemals glücklich werden wird, weil er nicht reich genug ist.